# Gustaf Estlander

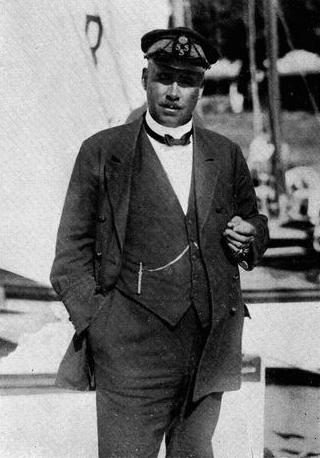
Gustaf Estlander, 1922

Gustaf Axel Estlander (* 18. September 1876 in Helsinki; † 1. Dezember 1930 in Stockholm) war ein finnischer Architekt und einer der erfolgreichsten skandinavischen Yachtkonstrukteure zu Beginn den 20. Jahrhunderts. Aufgewachsen und ausgebildet in Finnland, gründete er eine Yachtwerft in Deutschland und lebte und arbeitete in seinen späteren Jahren in Schweden. Als sportlicher Jugendlicher paddelte er 1894 mit einem Kajak von Finnland nach Schweden. Er war ein sehr trainierter Eisschnellläufer, der 1898 in Helsinki (Finnland) die Eisschnelllauf-Mehrkampfeuropameisterschaft (engl.: European Speed Skating Championships for Men) gewann.

## Lebenslauf

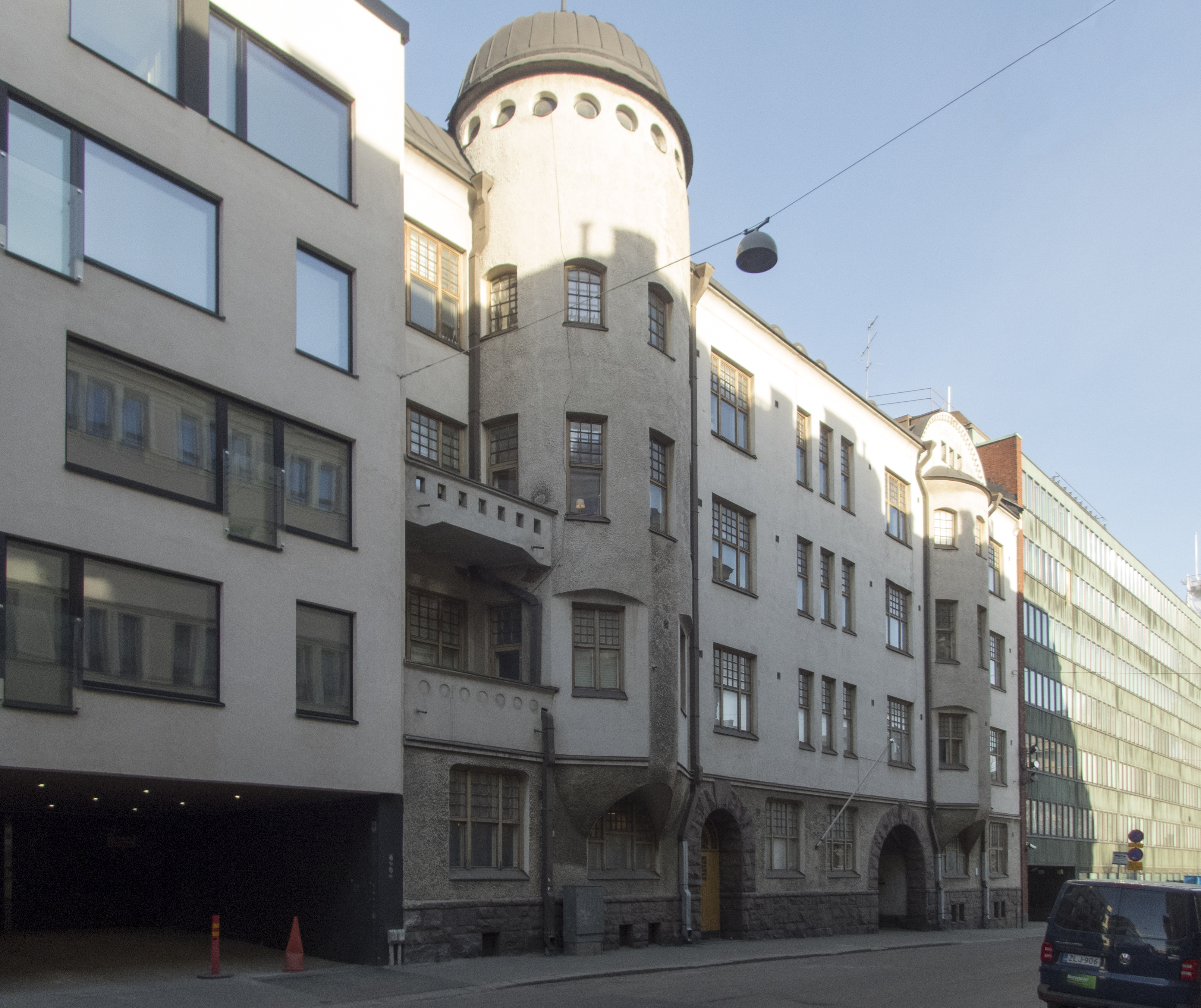
Gebäude Albertinkatu 27, Helsinki, Entwurf: Gustaf Estlander, 1906

Gustaf Estlander absolvierte 1898 sein Architekturstudium an der Technischen Hochschule Helsinki (heute: Aalto-Universität). Er gründete das Architekturbüro Estlander & Settergren, das von 1903 bis 1915 eine Anzahl von großen Wohnbauten in der aufstrebenden Hauptstadt Helsinki entwarf. Diese beeindruckenden Bauten wurden in einem national romantischen Stil errichtet. Einige von ihnen wurden später zum nationalen Erbe erklärt. Im Zentrum von Helsinki am Hafen in Blekholmen steht das Clubhaus von Nyländska Jaktklubben, das im Jahr 1900 von Gustaf Estlander entworfen wurde.
Im Jahr 1901 wurde Gustaf Estlander Chefkonstrukteur auf der Yachtwerft Hammars in der Nähe von Porvoo. Hier wurden kleinere Einheitsklassen-Segelyachten entworfen und 14 bis 18 Stück gebaut, denn die Idee der Einheitskassen hatte Finnland erreicht.
Als Estlander ab 1914 sich ausschließlich als Yachtkonstrukteur betätigte, hatte er bereits 60 Segelyachten entworfen. Er erlangte eine besondere Reputation für das Entwerfen von leichten, radikalen Booten, wie zum Beispiel die Doppelhüllen-Yacht Flamingo von 1899. Seinen internationalen Durchbruch erreichte er im Jahr 1917 als Steuermann seines 22-m²-Schärenkreuzers Colibri, mit dem er alle Konkurrenten auf der Sandhamn Regatta in Schweden mit 40 Minuten Vorsprung haushoch schlug. Er bekam daraufhin viele Entwurfsaufträge für Yachten von Kunden aus Nordeuropa.

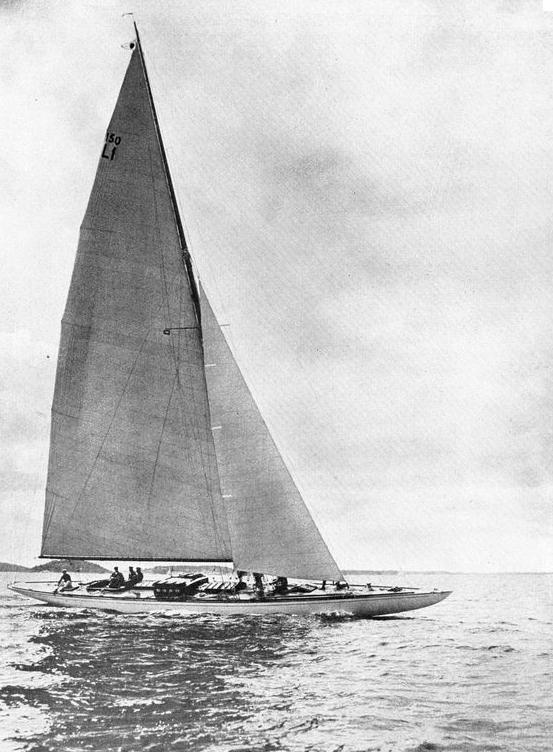
150 m² Schärenkreuzer Singoalla, entworfen von Gustaf Estlander, 1922.

In den Nachkriegsjahren 1921–1923 war er Chefdesigner und Eigentümer der Pabst-Werft in Berlin-Köpenick. Seine 22 m². und 30 m²-Schärenkreuzer waren sehr erfolgreich auf den Seen in Norddeutschland. Sein eigener riesiger 150-m²-Schärenkreuzer Singoalla erreichte eine Geschwindigkeit von 14,1 Knoten während einer Regatta von Kiel nach Travemünde auf der Ostsee, wie der englische Konstrukteur und Wassersport-Publizist Uffa Fox berichtete.
Nach dem Umzug nach Schweden erhielt Estlander die schwedische Staatsbürgerschaft und war so berechtigt, Yachten für Schwedens Einstieg in die 6mR-Klasse zu entwerfen, die am Scandinavian Gold Cup teilnehmen wollten. Die von ihm entworfene Yacht May Be gewann den Gold Cup in den USA im Jahr 1927 für den schwedischen Schifffahrts-Tycoon und Segler Sven Salén. Er konstruierte auch die späteren Gold Cup Gewinner Ingegerd und Ian.
In den 1920er Jahren erreichte Gustaf Estlander internationale Berühmtheit als  Yachtkonstrukteur. Er erhielt auch aus weit entfernten Ländern wie Kuba und Singapur Aufträge für Entwürfe für die 6mR-Klasse. Insgesamt 700 bis 800 Yachten wurden nach seinen Entwürfen gebaut, darunter 21 Yachten der 6mR-Klasse und 8 der größeren 8mR-Klasse. Sein 8mR-Entwurf Cheerio vertrat Finnland bei den Sommerspielen 1936 im Segeln vor Kiel und erreichte den 5. Platz.
Gustaf Estlander hatte selbst bei den Olympischen Regatten 1912 in Nynäshamn, Schweden, teilgenommen und den 4. Platz als Skipper seiner eigenen von William Fife III. entworfenen 8mR-Yacht Örn den 4. Platz erreicht.

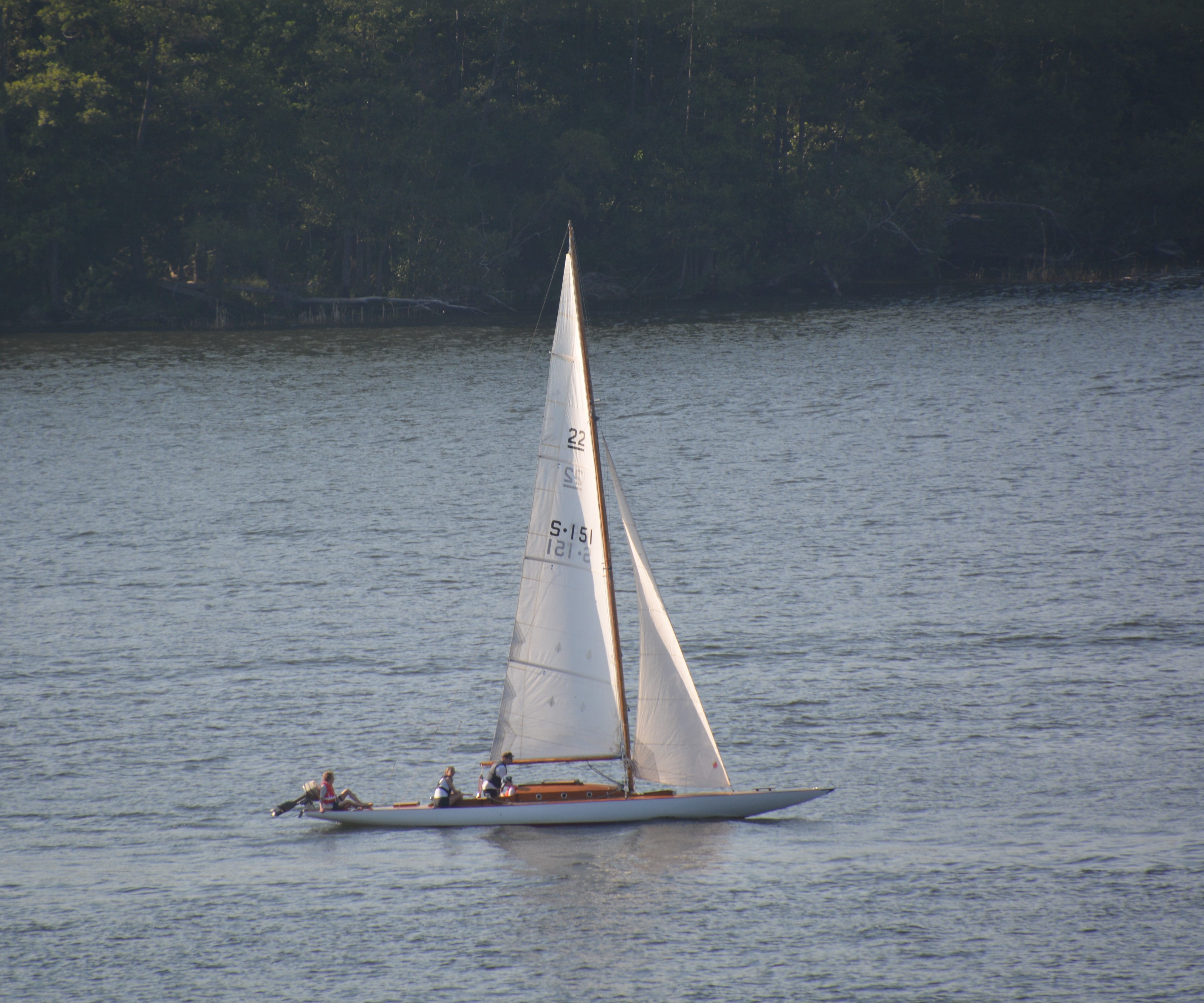
Mälar 22 auf dem Mälaren, Schweden, 2019, Entwurf: Gustaf Estlander

1925 wurden die schwedischen Schärenkreuzer Vermessungsregeln verändert und einige Stimmen meinten dieser Wechsel sei falsch. Deshalb entwarf Gustaf Estlander die B22 für die Sailyacht Society Aeolus in Göteborg im Jahr 1929. Es war eine preiswertere Einheitsklassen-Konstruktion des 22-m²-Schärenkreuzers. Mälarens Seglarförbund (deutsch Mälar Seglerverein) in Stockholm bekam Kenntnis von dem Entwurf B22 und fragte bei Estlander nach, ob er nicht etwas ähnliches für sie konstruieren könne. Das Resultat war die Mälar 22, von der 134 Yachten gebaut wurden. Gustaf Estlander wurde daraufhin gebeten, eine geringfügig größere Yacht desselben Typs zu entwerfen, aber er starb, bevor das Design fertigt wurde.
Gustaf Estlander starb auf den Höhepunkt seiner Karriere mit nur 54 Jahren. Viele der von ihm entworfenen Yachten segeln auch heute noch. Sein Können verglich man mit dem von Nathanael Herreshoff und Johan Anker. Ein junger Mitarbeiter, Knud Reimers, übernahm im Alter von 24 Jahren Estlanders Geschäft und führte es in seinem Sinne weiter. Gustaf Estlander ist auf dem alten Friedhof in Sandudd in Helsinki begraben.

## Erfolgreiche Meter-Yacht-Entwürfe von G. Estlander

### 8mR-Yachten
- 1928 Sphinx
- 1928 Isabel, ex Silvervingen (Gewinnerin des Sira Cup 1992 und World Cup 1992)
- 1929 Cheerio (5. Platz Olympische Spiele 1936 vor Kiel)
- 1930 Maribell
- 1980 Ergekå

### 6mR-Yachten
- 1921 May Be (Gewinnerin Scandinavian Gold Cup, 1927)
- 1929 Ingegerd (Gewinnerin Scandinavian Gold Cup)
- 1930 Ian (Gewinnerin Scandinavian Gold Cup)